# Forêt Obscure
Forêt obscure (Forest Dark) est le quatrième roman de Nicole Krauss publié en 2017 aux États-Unis et paru en traduction française en 2018 aux éditions de L'Olivier.
À travers le parcours de deux personnages dont les fils narratifs s'entrecroisent, le roman aborde la question de la métamorphose et des vies parallèles.
Deux juifs newyorkais, tous deux conçus à Tel Aviv, retournent dans leur ville d'origine en quête de leur authenticité. Les destins du  richissime Jules Epstein et de la romancière à succès Nicole, double fictionnel de l'auteur, se croisent à l'Hôtel Hilton.
Le roman développe en parallèle une quête des origines et une intrigue à propos de Kafka.
Le titre est inspiré des premiers vers de La Divine Comédie de Dante.

## Trame narrative
L'action se déroule en Israël, pour l'essentiel à Tel Aviv, en particulier l'hôtel Hilton, Safed et le désert du Néguev.
Il entrecroise deux récits de quête de soi-même des deux personnages principaux, Jules Epstein, millionnaire, et la romancière Nicole qui s'exprime à la première personne dans le roman.
Le récit suit en alternance les deux personnages.
Homme riche et influent, Jules Epstein a cessé avec l'âge de vouloir être au sommet de tout. Il cherche désormais à « se délester de soi pour mieux se retrouver ».
Il décide de quitter sa situation, son épouse, son pays, son travail, ses amis, sa famille, et de se dépouiller de tous ses biens. Son syndrome de générosité absolue sans contrepartie n'est compris de personne car il n'avait peut-être en fait, plus besoin d'être compris .
Un supposé désordre neurologique, consécutif à la disparition de ses parents ou la lecture d'un poète israélien d'origine polonaise, l'amène à prendre un prêt hypothécaire sur son appartement new-yorkais et à partir pour Israël.
La veille de son départ, Epstein prend part à une rencontre en présence de Mahmoud Abbas et Madeleine Albright. Il y fait la rencontre d'un rabbin, Menachem Klauzner, qu'il retrouvera ensuite dans l'avion. Lors de cette manifestation, à la suite d'une erreur au vestiaire, il perd son manteau et son téléphone. Il se fait ensuite voler son portefeuille dans New York.
Epstein réside un temps à l'hôtel Hilton de Tel Aviv.
Sauvé de la noyade dans la mer par un Russe, il se consacre ensuite à laisser le nom de ses parents Edith-et-Solomon-Epstein à des œuvres qui le méritent : Institut Weizmann, Fonds national juif.
Epstein offrira deux millions de dollars pour planter 400 000 arbres dans le nord du Néguev, une forêt.
Il finit par céder aux invitations du rabbin, Menachem Klauzner à visiter à Safed son lieu spirituel, Guilgoul. Il y est ravi non pas par une dynastie davidique, où selon Klauzner il figurerait en bonne place, mais par l'apparition quasi biblique d'une inconnue adorable qu'il va l'accompagner sur le tournage à embûches d'un film sur le roi David qu'il décidera de subventionner.
Après avoir loué un appartement modeste à Jaffa, il disparaît et est recherché par sa famille.
Nicole, en panne d'inspiration pour un nouveau roman, vit son passage à vide existentiel à Tel Aviv.
Eliezer Friedman, spécialiste de littérature hébraïque ancienne, par l'entremise d'une connaissance commune Effie, rencontre Nicole, dont il lit et apprécie les romans. Il l'entraîne rue Spinoza, la rue d'Eva Hoffe, l'héritière des manuscrits de Kafka. Elle a au matin une vision de Kafka suicidaire à sa fenêtre, et l'information d'une baleine blanche égarée au large de Tel Aviv.
À la seconde rencontre, Eliezer lui offre quelques exemplaires anciens de livres de Kafka, et la théorie que Kavka (choucas en tchèque) a été transféré en 1921 en Palestine, et que ce Juif pragois maigre et souffreteux aurait donc franchi la porte, caché à Réhavia puis dans un kibboutz, et serait mort en 1956 sous l'identité du jardinier Anshel Peleg. La troisième rencontre les mène tous deux dans un voyage à la Mer Morte avec une valise de documents de Kafka provenant d'Eva Hoffe.
Nicole, arrêtée par la police, est emmenée dans une cabane de jardinier qui pourrait être celle de Kafka au désert. Parmi les quelques livres en hébreu sur une étagère, elle en repère un intitulé Forêts d'Israël. Elle y relit aussi l'exemplaire en anglais de Parabole de la Loi de Kafka qui l'accompagne et que Friedman lui avait remis à Tel Aviv, un livre qu'elle a évoqué à plusieurs reprises dans les épisodes précédents.
À son retour au Hilton de Tel Aviv et sur le départ, Nicole aperçoit au quinzième étage un corps penché par-dessus la rambarde

## Contexte
À la question de savoir si la crise conjugale de Nicole dans le roman décrit aussi la vie privée de l'auteur, c'est-à-dire sa séparation de l'écrivain Jonathan Safran Foer, auteur lui-même d’un roman sur l’échec d’un mariage, Me voici, Nicole Krauss répond : "Mon livre n’est pas un texte sur un divorce. Le choix de créer un personnage qui me ressemble explicitement ne relève pas d’un élan autobiographique. À travers la mémoire, les fantasmes et l’empathie, je peux devenir n’importe qui : je grandis, ajoutant une facette à ma personnalité."
Donner à l’héroïne son prénom et l’envoyer en Israël évoque Opération Shylock de Philip Roth, un ami de Nicole Krauss :
"C’est drôle, parce qu’on en avait parlé, j’ai dit à Roth :  « il y a un type dans mon livre aussi qui fait peut-être partie du Mossad, mais tu sais quoi, cela m’est vraiment arrivé ». On a rigolé."
Le roman donne une issue fictionnelle à la récupération d'une partie des textes inédits de Kafka détenus par Esther Hoffe, la secrétaire de Max Brod. Dans la réalité la saga judiciaire de plus d'une décennie s'est achevée en 2019, date à laquelle l'ensemble des manuscrits disparus de Kafka ont enfin rejoint la Bibliothèque nationale d’Israël.
Le livre évoque l'amitié avec le chorégraphe Ohad Naharin chez qui la romancière oublie son sac.
Elle suit également un cours de danse dans la même école où répète Naharin et où son professeur reprend les recommandations : essayer de sentir en nous de petits écroulements quand nous bougeons, puis un écroulement continu, léger mais constant, comme s'il neigeait en nous (p. 140).
On y trouve aussi un hommage à l'art avec Epstein en collectionneur avisé d'œuvres qui va se séparer d'une Annonciation du quinzième siècle chez Sotheby's pour financer ses œuvres philanthropiques.
Nicole Krauss donne de nombreuses références à la culture juive comme la littérature (les Luftmenschen), le folklore hassidique, où la soirée de Shabbat à Safed, parfois avec un regard ironique : la barbe hérissée par l'excitation de communiquer avec le Tout-Puissant, moins pour chanter que pour ajouter un hurlement incohérent genre Gilles de la Tourette à l'ensemble (p. 144).

## Plan
Pagination : a - Edition brochée, b - Edition de poche.

### I
1. p. 13, p. 13 : Ayeka (Epstein)
2. p. 47, p. 53 : Dans l'improviste (Nicole)
3. p. 99, p. 113 : Chaque vie est étrange (Epstein)
4. p. 119, p. 137 : En route pour Canaan(Nicole)
5. p. 143, p. 167 : Est et n'est pas (Epstein)
6. p. 165, p. 193 : Kaddish pour Kafka (Nicole)

### II
1. p. 18 1, p. 211 : Guilgoul (Nicole)
2. p. 201, p. 235 : Les Forêts d'Israël (Epstein)
3. p. 219, p. 255 : Quelque chose à transporter (Nicole)
4. p. 229, p. 267 : Le Dernier roi(Epstein)
5. p. 245, p. 287 : Au désert (Nicole)
6. p. 267, p. 313 : Lekh Lekha (Epstein)
7. p. 275, p. 323 : Déjà là (Nicole)

1. p. 333 : Note de l'auteure sur la citation de Dante (forêt obscure)

## Personnages
- Jules Epstein, Yuda, multimillionnaire juif américain de New York, ancien grand avocat du cabinet notarial Schloss, autrefois au sommet de tout, désormais renonçant,
  - ses parents récemment décédés, Edie / Edith et Sol / Solomon Epstein, et leur employée de maison Conchita,
  - sa sœur Joanie, et son frère sans nom disparu pendant la guerre,
  - son épouse Lianne, dont il a divorcé depuis dix mois,
  - ses trois enfants américains : Lucie, Jonah, Maya, qui possède un appartement rue Brenner à Tel Aviv, et leur ancienne nounou),
  - son ancienne accoucheuse et nounou, roumaine, Mme Chernovitch, seule capable de calmer l'irascible petit Epstein,
  - Anna, la jeune nounou de ses enfants pendant dix ans, avec le secret de sa valise fermée,
  - son assistante, Sharon,
  - son médecin, Silverblatt,
  - le portier, Haaroon, du Pendjab,
  - Moti, un cousin israélien,
  - Galit, spécialiste de sylviculture du FNJ,
  - et quelques autres utilités,
- Zubin Mehta, chef d'orchestre international d'origine indienne, avec référence à Haendel (Le Messie) et à Wagner,
- Nicole, romancière américaine célèbre,
  - Matti Friedman, journaliste (de Jérusalem) à Toronto, connaissance, qui permet la rencontre de Nicole et d'Eliezer,
  - Eliezer Friedman, professeur de littérature à l'Université de Tel Aviv, réputé proche du Mossad,
  - Hana, amie à peine évoquée (p. 85),
  - Ohad Naharin, chorégraphe israëlo-américain, ami de Nicole,
  - Itzhak Perlman, violoniste,
  - le soldat Schectman, et la soldate anonyme,
- Rabbin massorti Menahem Klausner, américain, né à Cleveland, transplanté en Israël, exerçant à Safed,
  - Peretz Chaïm, violoniste de jazz klezmer, membre du groupe du rabbin,
  - sa fille Yaël, le régisseur Eran, le réalisateur Dan, travaillant sur le tournage d'un film sur le roi David,
  - et beaucoup de croyants et pratiquants...

## Éditions
- Forêt Obscure, L'Olivier, 2018 ((en) Forest Dark, HarperCollins, 2017), trad. Paule Guivarch  (ISBN 978-2823609233).
- Edition de poche : Nicole Krauss, Forêt obscure, trad. Paule Guivarch, Collection Points, 2019,  (ISBN 978-2-7578-7563-6).

## Accueil
Les critiques francophones sont très favorables,,,.
Le roman Forêt obscure a été sélectionné pour le Prix Femina étranger 2018.